# Chaenactis nevadensis
Chaenactis nevadensis là một loài thực vật có hoa trong họ Cúc. Loài này được (Kellogg) A.Gray mô tả khoa học đầu tiên năm 1876.